# Viola Turpeinen
Viola Turpeinen (née d'un père mineur le 15 novembre 1909 à Champion Township, Michigan (en); morte le 26 décembre 1958  à Lake Worth) est une accordéoniste finno-américaine. « La Princesse de l'accordéon » (telle qu'elle fut surnommée) aurait été la première accordéoniste à avoir enregistré un disque.